# Framta
Framta dei Suebi Frantán in spagnolo, Franta in galiziano e Frantano in portoghese (inizio V secolo – 458) è stato re dei Suebi di Gallaecia, dal 456 fino alla sua morte.

## Origine
Non si hanno notizie circa i suoi ascendenti. Il Diccionario biográfico español, Real Academia de la Historia riporta che nacque all'inizio del V secolo.

## Biografia
Dopo la morte del re dei Suebi, Rechiaro, nel 456, i Visigoti invasero il Regno suebo, occupando gran parte della penisola iberica e Aiulfo divenne responsabile del Regno suebo in Gallaecia, con l'appoggio del re dei visigoti Teodorico II; secondo Idazio però il goto, Aiulfo disertò e si autoproclamo re, come riportano anche Hispania tardoantigua y visigoda e Ideología, simbolismo y ejercicio del poder real en la monarquía visigoda.

Una parte di Suebi però non accettò Aiulfo come re, ma nominò un altro re, Maldraso, come conferma Idazio. Aiulfo si trovò a dover fronteggiare Maldraso, che gli contendeva la corona reale.
Nel giugno del 457, a Castro do Porto, come conferma Idazio, Aiulfo fu assassinato da Maldraso che lo sostituì sul trono.

Secondo Giordane, invece Aiulfo fu attaccato e sconfitto da Teodorico II, che lo catturò e lo giustiziò, come conferma anche il Diccionario biográfico español, Real Academia de la Historia.

Ma una parte dei Suebi non riconobbe Maldraso, e nominò re Framta, che divenne padrone della parte nord del regno, come riporta il Diccionario biográfico español, Real Academia de la Historia, e come confermano Isidoro di Siviglia (Mox bifarie diuisi pars Frantan, pars Maldra regem appellant) e Idazio (Equibus pars Frantamen, pars Maldras regem appellant).
Nel corso del 458 il re Framta, tra Pasqua e Pentecoste morì (Frantanes moritur per Pascha et Pentecostem), per cui Maldraso, secondo Idazio, si trovo a regnare da solo, senza oppositori.
Secondo Isidoro di Siviglia i seguaci di Framta seguirono Ricimondo (Nec mora Frantan mortuo Sueui qui cum eo erant Reccimundum sequuntur), ma vi fu pace con Maldraso (cum Maldra pace inita).

### Fonti primarie
- (LA)  #ES Isidori Historia Gothorum, Wandalorum, Sueborum.
- (LA)  #ES Idatii episcopi Chronicon.
- (LA)  #ES Giordane, De origine actibusque Getarum.

### Letteratura storiografica
- Ludwig Schmidt e Christian Pfister, I regni germanici in Gallia, in Storia del mondo medievale, vol. I, 1999,  pp. 275-300.
- Ernst Barker, L'Italia e l'occidente dal 410 al 476, in Storia del mondo medievale, vol. I, 1999,  pp. 373-419.
- (ES)  Hispania tardoantigua y visigoda
- (ES)  Ideología, simbolismo y ejercicio del poder real en la monarquía visigoda